# ブロミジ島
ブロミジ島(ブロミジとう、ロシア語: Остров Бромидж)は北極海の一部であるバレンツ海に位置するロシア連邦領ゼムリャフランツァヨシファにある島である。